# Fontaine-Simon
Fontaine-Simon é uma comuna francesa na região administrativa do Centro, no departamento Eure-et-Loir. Estende-se por uma área de 16,89 km². Em 2010 a comuna tinha 927 habitantes (densidade: 54,9 hab./km²).